# Kokomo Records
Kokomo Records war ein britisches Plattenlabel. 
Das Label wurde in den 1960er Jahren von Ted Griffiths und Trevor Huyton gegründet. Es spezialisierte sich auf die Wiederveröffentlichung ehemals auf 78 rpm Schallplatten herausgebrachter Vorkriegsaufnahmen von Blueskünstlern wie beispielsweise Texas Alexander, Kokomo Arnold,  Barbecue Bob, Doctor Clayton, Robert Johnson, Blind Willie McTell, Buddy Moss und Tampa Red.